# Pere Riutort Mestre
Pere Riutort Mestre (Petra, Maiorca, 1935-Tárbena, Marina Baixa, 21 de novembro 2021) foi um sacerdote, pedagogo, filólogo, e liturgista Maiorquino. Ele foi um dos principais promotores da língua catalã em Maiorca e também no País Valenciano, onde ele vivou a partir de 1971.

## Biografia
Ele nasceu em Petra (Maiorca) em 1935. Foi membro dos "blauets de Lluc" (meninos cantores) do Monastério de Lluc (1945), e ordenou-se sacerdote na congregação dos Missionários dos Sagrados Corações de Jésus e de Maria de Maiorca. Licenciou-se em pedagogia, filologia clássica, teologia e filologia catalã. De 1967 até 1969, promoveu a língua catalã em muitas escolas de Maiorca. Em 1971, veio viver ao País Valenciani. A partir de 1979, foi professor de língua catalã no Colégio Universitário de Castelló de la Plana. De 1984 até 1986, ensinou didática da língua catalã na Escola de Formação dos Professores de Educação Primária de Valência. Em 1986, tornou-se professor titular e em 1996 tornou-se professor de Filologia Catalã na Universidade de Valência.
Ele publicou entre 1975 e 1977, em colaboração com Enric Valor, Manuel Sanchis Guarner, J.L. Sanchis, F. Graell e J.C. Bellvert, diversos textos para o ensino da língua catalã no País Valenciano e nas Baleares. Entre estes livros deve destacar-se Els vents del món (Os ventos do mundo). Trabalhou também na edição dos textos litúrgicos valencianos em língua catalã, e foi então presidente da Comissão que realizou a adaptação oficial dos livros litúrgicos do Concílio Vaticano II ao catalão com as variedades valencianas. Traduziu também os (Evangelhos) ao Catalão. Recebeu o prémio de "Valenciano do Ano" em 1977, que concede a Fundação Huguet. Foi presidente da Fundação "La Mata de Jonc" durante os seus últimos anos.

### Comissão Interdiocesana para os textos litúrgicos na língua vernacular
No 14 Maio 1973, o arcebispo de Valência, José María García Lahiguera, criou uma Comissão Interdiocesana para os textos litúrgicos na língua vernacular. Esta comissão estava formada por dezoito membros, e Pere Riutort foi escolhido presidente por um decreto do arcebispo de Valência do 18 Outubro 1973. O fruto do trabalho desta comissão, o Llibre del Poble de Déu (Livro do Pobo de Déus) foi publicado ao final de 1975. Este livro é um completo sumário de textos litúrgicos adaptados na variedade valenciana da língua catalã. Para poder publicar este livro, Pere Riutort deveu vender algumas terras que ele possuía em Maiorca. A aprovação deste livro foi envolvida da polémica desde o princípio. Isto coincidiu com o nascimento do blaverismo na sociedade valenciana.